# Stefan Raab
Stefan Konrad Raab (Colonia, 20 ottobre 1966) è un conduttore televisivo, comico e cantante tedesco.

## Biografia
Ha condotto diverse trasmissioni alla tv tedesca e ha presentato fino a dicembre 2015 il talk TV total e il gioco Schlag den Raab su Pro7. È stato anche uno dei 4 moderatori del duello televisivo, in rappresentanza di ProSiebenSat.1 Media, tra Angela Merkel e Peer Steinbrück in occasione delle elezioni federali. Ha inoltre prodotto e presentato, dal 2005 al 2015, il Bundesvision Song Contest, di cui è anche ideatore.
Come cantante, ha commercializzato diversi singoli, ed è stato molto attivo nell'ambito dell'Eurovision Song Contest: nel 1998 ha scritto il brano portato da Guildo Horn, nel 2000 ha rappresentato egli stesso la Germania con Wadde Hadde Dudde Da che è arrivato al 5º posto, e ha scritto il testo della canzone presentata da Max Mutzke nel 2004. Nel 2010 ha organizzato per Pro7 e ARD la selezione Unser Star für Oslo che ha visto prevalere Lena Meyer-Landrut, poi vincitrice. L'anno dopo, oltre a organizzare per le stesse reti la selezione della canzone per Lena, ha presentato la 55ª edizione del contest a Düsseldorf insieme a Anke Engelke e Judith Rakers.
Ha due figlie nate dalla relazione con la sua compagna Nike.